# Moe Herscovitch
Moe Herscovitch est un boxeur canadien né le 27 octobre 1897 et mort le 22 juillet 1969 à Montréal, Québec.

## Carrière
Il remporte aux Jeux olympiques d'été de 1920 à Anvers la médaille de bronze dans la catégorie poids moyens. Après une victoire aux points face au sud-africain Paulus Munting puis par forfait contre le néerlandais William Bradley, Herscovitch perd en demi-finale aux dépens du britannique Harry Mallin. Il passe professionnel l'année suivante mais sans succès notoire.

## Palmarès

### Jeux olympiques
- Jeux olympiques d'été de 1920 à Anvers[1] (poids moyens)